# Мечовниця
Мечовниця (пол. Mieczownica) — село в Польщі, у гміні Островіте Слупецького повіту Великопольського воєводства.
Населення — 382 особи (2011).
У 1975-1998 роках село належало до Конінського воєводства.

## Демографія
Демографічна структура станом на 31 березня 2011 року:
|          | Загалом | Допрацездатний вік | Працездатний вік | Постпрацездатний вік |
| -------- | ------- | ------------------ | ---------------- | -------------------- |
| Чоловіки | 197     | 50                 | 133              | 14                   |
| Жінки    | 185     | 38                 | 114              | 33                   |
| Разом    | 382     | 88                 | 247              | 47                   |